# Ceanothus caeruleus
Ceanothus caeruleus es una especie de arbusto perteneciente a la familia Rhamnaceae.

## Descripción
Son arbolitos o arbustos, inermes o raramente espinosos; plantas hermafroditas. Hojas alternas, láminas ovadas, 5–10 cm de largo y 1–4 cm de ancho, dentadas, penninervadas o frecuentemente 3-nervias desde la base, envés pálido debido a un tomento denso; pecioladas; estípulas pequeñas, generalmente caducas. Inflorescencias tirsos terminales, uniformemente azul violeta o raramente blancos; cúpula revestida con tejido nectarífero, desde muy temprano firmemente adherido a la base del gineceo y acrescente con el gineceo; sépalos (4–) 5 (–8), deltoides, ca 2 mm de largo, más o menos persistentes; pétalos en forma de cuchara, más o menos del mismo largo que los sépalos, patentes, caducos; ovario 3-locular, estilo corto, 3-fido. Fruto levemente 3-lobado, en la dehiscencia liberándose de la cúpula y del disco, la dehiscencia primero septicida y luego cada carpidio se separa a lo largo de la sutura ventral y hasta cierto punto a lo largo del nervio principal dorsal.

## Distribución y hábitat
Es originaria de México.

## Taxonomía
Ceanothus caeruleus fue descrita por Mariano Lagasca y publicado en Genera et species plantarum 11. 1816.
Sinonimia
- Ceanothus axillaris Carrière
- Ceanothus azureus Desf. ex DC.
- Ceanothus bertinii Carrière
- Ceanothus bicolor Willd. ex Schult. & Schult.f.
- Ceanothus candolleanus Rose
- Ceanothus glandulosus Schltdl.[2]

Nombres comunes
Palo colorado, charín, chaquira.